# Касерос (проспект)
Проспект (авенида) Касерос является одной из основных магистралей южной части города Буэнос-Айрес, Аргентина. По нему пролегает более 20 автобусных линий, особенно вокруг вокзала «Конститусьон».

## История
В начале девятнадцатого века был известен как Zanjón de las Quintas. К тому времени, он шёл от парка Южная Испания, про который Эстебан Эчеверрия написал повесть «Эль матадеро» (исп. El matadero). В 1866 году проспект переименован в Патагонию.
Нынешнее название введено муниципальным постановлением 25 августа 1857, в честь произошедшей неподалёку битвы при Касеросе, одного из самых значительных военных событий в истории Аргентины — сражения периода гражданской войны между унитаристами и федералистами.
В 1912 году центральная часть проспекта (между железнодорожными путями и улицей Обороны) была расширена. В 1980 году то же самое произошло в секторе проспекта между парком Испания и авенидой Энтре-Риос.
Первоначально авенида не прерывалась железной дорогой идущей от железнодорожного вокзала Конститусьон, но с расширением и строительством виадука, который достиг железнодорожной станции Авельянеда, где проспект Касерос упирается в стену, а движение автотранспорта проходит по мосту через улицу Итусаинго.
В 1925 году был предложен муниципальный проект в котором было планировалось строительство нового терминала в 200 метрах к югу, что позволило бы открытие проспекта для движения, а также соединило бы площадь Пласа-де-ла-Консепсьон с новой станцией, но не было осуществлено.

## Достопримечательности
Начиная свой путь по проспекту от улицы Обороны и стоящего неподалёку Парка Лесама, где расположен Национальный исторический музей, открытый в 1850 году, на границе районов Сан-Тельмо и Барракас.
В первой части авенида через чуть более 500 метров характеризуется аристократическими резиденциями начала XX века. В то время эту территорию заняли представители высшего класса и здания впечатляют своими роскошными апартаментами. Тем не менее в последнее время строительные компании, как и городские власти, заинтересованы в восстановлении нескольких из этих зданий и был построен небольшой ландшафтный бульвар с фонарными столбами в классическом стиле, который открылся в марте 2007 года.
Далее проспект пересекает автострада президента Фрондиси, идущая к площади Конституции и вокзалу Конститусьон, чтобы снова начать движение с улицы Паракас, с другой стороны вокзала, на границе парка Испании.
Затем авенида пересекает проспект Авенида Энтре-Риос, входит в район Парке-Патрисьос. Проходит вдоль больницы Udaondo, парка Амегино, а вслед за ним больницы Муньис и старого здания тюрьмы «Касерос».
На пересечении с авенидой Хухуй расположена станция «Касерос» линии Н метро Буэнос-Айреса. В этом месте расположена часовня Богоматери Луханской и монастырская школа, а дальше дом генерала Томаса Эспора и Храм Св. Антония Падуанского (на перекрёстке с улицей Лаварден). Этот сектор особенно занят коммерческими зданиями, а авенида Касерос является главной артерией микрорайона.
На перекрёстке с улицей Ла-Риоха расположен деловой центр района Парк Патрисиос. Там существует небольшая площадь с памятником Бернардо Монтеагудо. Рядом расположено Каса Колектива Валентин Альсина, первое социальное жильё, построенное в 1919 году. На углу с улицей Хенераль Уркиса находится штаб-квартира спортивного клуба «Уракан», одного из «постояльцев» аргентинского чемпионата по футболу. Далее доходит до улицы Альмафуэрте и оттуда начинает постепенно уменьшаться и является границей между районами Нуэва-Помпея и Боэдо.
На пересечении улиц Авенида Саэнс и Авенида Боэдо, Касерос имеет более широкие тротуары, на которых высажены молодые деревья. Здесь архитектура представлена малоэтажными домами. На стыке с улицей Алагон расположена штаб-квартира партии Гражданский радикальный союз.
Заканчивается авенида на пересечении с улицей Авенида Ла-Плата, продолжаясь под названием улица Кобо на запад в направлении района Парке Чакабуко.

## Галерея
- Угол Касерос и Боливар
- Здание на  углу Касерос и Боливар
- Старая тюрьма Касерос
- Коллективный Дом Валентина Альсина